# Johann Philipp Kirnberger
Johann Philipp Kirnberger (24. dubna 1721, Saalfeld – 27. července 1783, Berlín) byl německý hudebník, hudební teoretik a skladatel.

## Život
Od dětství se učil hrát na housle, cembalo a varhany, mezi lety 1739 a 1741 byl žákem Johanna Sebastiana Bacha. Poté odešel na 10 let do Polska a sloužil zde jako hudebník na několika šlechtických dvorech. Po návratu do Německa nejprve působil jako houslista na dvoře pruského krále Fridricha II. Velikého a v roce 1758 vstoupil do služeb jeho sestry, princezny Anny Amálie Pruské, kde zůstal po zbytek života.

## Dílo
Kirnberger byl již svými současníky uznáván především jako hudební teoretik. Jeho skladby byly považovány za stylisticky správné, ale nepříliš nápadité. Často také vznikaly jako ilustrace principů uvedených v jeho teoretických a didaktických dílech. Nejznámějším z nich je spis Die Kunst des reinen Satzes in der Musik z roku 1771, kde také popisuje jeden z typů tzv. Kirnbergerova ladění.
Většina jeho publikovaných prací vznikla za jeho působení u princezny Anny Amálie, kterou vyučoval hudební teorii a kompozici a také jí pomohl vybudovat cennou hudební sbírku, tzv. Amáliinu knihovnu (dnes je součástí sbírek Státní knihovny v Berlíně).
Kirnberger byl velkým obdivovatelem a propagátorem díla Johanna Sebastiana Bacha, zasloužil se například o vydání všech Bachových čtyřhlasých chorálů. Také jeho dílo šířil mezi svými žáky, mezi které patřil i Carl Friedrich Zelter. Ten se později stal učitelem Felixe Mendelssohna a v roce 1829 mu pomohl připravit velmi úspěšné provedení Matoušových pašijí, které podnítilo zájem širší veřejnosti o do té doby poněkud zapomenutou Bachovu hudbu.